# BRL-44408
BRL-44408 je lek koji se koristi u naučnim istraživanjima. On deluje kao selektivni antagonist α2A adrenoreceptora. Smatra se da može da ima potencijalnu terapeutsku primenu u tretmanu ekstrapiramidalnih nuspojava proizvedenih upotrebom pojedinih antipsihotičkih lekova.